# 嚴植嬋
严植婵（1964年5月—），女，汉族，广东阳春人，中华人民共和国政治人物。华南农业大学畜牧兽医系毕业，中山大学法学学士、管理学硕士。中共第十九届中央候补委员，曾任中共广西壮族自治区党委常委、区人民政府副主席，中共广东省委常委、省委统战部部长，中共揭阳市委书记、市人大常委会主任，中共安徽省委常委、省委组织部部长，中央人民政府驻澳门特别行政区联络办公室副主任。

## 生平

### 早年经历
严植婵早年曾在华南农业大学畜牧兽医系养禽及禽病防治专业学习。1985年6月加入中国共产党。毕业后留校。1985年7月参加工作，历任畜牧兽医系干部、政治辅导员，系党总支副书记，校党委组织部副部长，校团委书记、党委组织部副部长（正处级）；2002年，出任华南农大动物科学学院党总支书记，并在中共广东省委党校中青年干部培训班进修，为进入政界铺路。

### 仕途
2003年4月，严植婵调任中共湛江市委常委、市委组织部部长；2008年7月，升任湛江市委副书记、兼政法委书记；2011年11月，出任广东省司法厅厅长、党委副书记，2013年3月起，兼任省司法厅党委书记；2015年1月，调任中共揭陽市委書記。2017年5月，在中共广东省第十二届委员会第一次全体会议上当选省委常委，后出任省委統戰部部長。
2017年9月，严植婵调任中共安徽省委常委、省委组织部部长。2017年10月，中国共产党第十九次全国代表大会上当选中国共产党第十九届中央委员会候补委员。
2018年7月，调任中共广西壮族自治区党委常委，自治区政府党组成员、副主席。
2020年3月27日，国务院任免国家工作人员，任命为中央人民政府驻澳门特别行政区联络办公室副主任，2024年7月免去此职务。